# Aeroportul Lac Brochet
Aeroportul Lac Brochet (IATA: XLB, ICAO: CZWH) este un aeroport din Lac Brochet⁠(d), Manitoba, Canada. Aeroportul a fost tranzitat în 2017 de 0 pasageri.
Situat la o altitudine de 369 m, aeroportul dispune de o singură pistă.